# 穆哈拉格岛

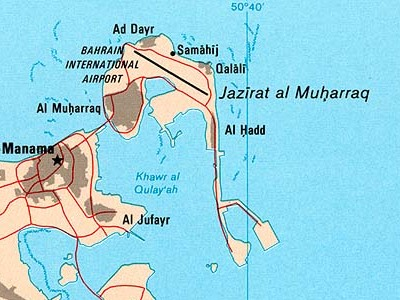
穆哈拉格岛位於巴林岛東北方

穆哈拉格岛（阿拉伯语：‎）是巴林仅次于巴林岛的第二大岛屿，以同名城市命名，由穆哈拉格省管轄。
巴林国际机场和美军驻巴林穆哈拉格空军基地位于该岛上。